# 红天蛾
红天蛾（Deilephila elpenor）是鱗翅目天蛾科下屬的一種昆蟲。它主要分佈中欧，並且已被引入加拿大不列颠哥伦比亚省。中國境內也有分佈。
红天蛾體長約70毫米，一般在夜间活动，而且可以悬停。红天蛾還能傳播花粉。
红天蛾從幼体成長到蛹大约需要27天。

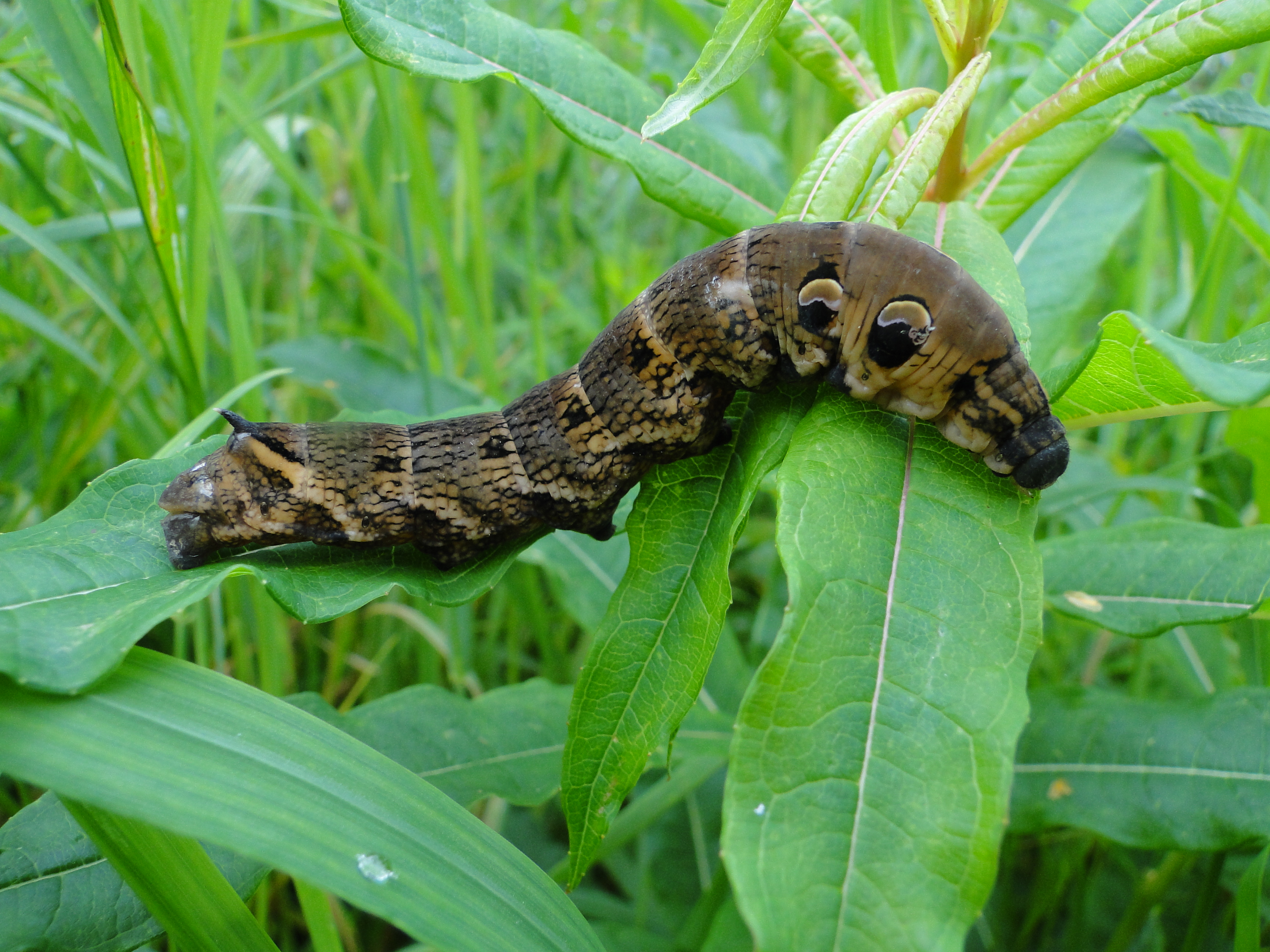
幼虫

蝙蝠是紅天蛾的天敵，紅天蛾是蝙蝠的食物來源之一。不過紅天蛾的幼蟲食葉，而且對鳳仙花、葡萄、忍冬、法國冬青來說是害蟲。